# Matelea baldwyniana
Matelea baldwyniana là một loài thực vật có hoa trong họ La bố ma. Loài này được (Sweet) Woodson mô tả khoa học đầu tiên năm 1941.